# Music Inspired by Middle Earth
Music Inspired by Middle Earth es un álbum de David Arkenstone, lanzado en 2001. Su música se basa en la novela de fantasía épica titulada El Señor de los Anillos, del escritor británico J. R. R. Tolkien. Aunque fue lanzado el mismo año que El Señor de los Anillos: la Comunidad del Anillo, no está inspirado ni relacionado en manera alguna con la película.

## Lista de canciones
Todas las canciones escritas y compuestas por Diane y David Arkenstone. 
| N.º   | Título                            | Duración |  |
| 1.    | «Prelude: Hobbits from the Shire» | 4:08     |  |
| 2.    | «The Road to Rivendell»           | 3:39     |  |
| 3.    | «The Quest»                       | 5:28     |  |
| 4.    | «Moria»                           | 5:02     |  |
| 5.    | «Lothlórien»                      | 4:18     |  |
| 6.    | «Galadriel's Mirror»              | 4:32     |  |
| 7.    | «The Riders of Rohan»             | 4:24     |  |
| 8.    | «The Palantír»                    | 4:50     |  |
| 9.    | «Arwen and Aragorn»               | 3:29     |  |
| 10.   | «To Isengard»                     | 4:25     |  |
| 11.   | «In the Land of Shadow»           | 4:22     |  |
| 12.   | «The Field of Cormallen»          | 3:33     |  |
| 13.   | «The Grey Havens»                 | 3:37     |  |
| 55:54 |                                   |          |  |

## Intérpretes
- David Arkenstone: teclado, guitarra, tin whistle, flauta, melódica, mandolina, buzuki y percusión;
- Diane Arkenstone: teclado, dulcémele, voz y campana;
- Don Markese: bawu, duduk, bansuri y ocarina;
- John Wakefield: percusión;
- Erica Foss, Ian Beyer, Adam Loovis, Jackie Randall, Donna Shubert, Sherie Tate, David Watkins, Dawn Davis, Sue Kendall, Daniel McConnell, Angela Niles y Deborah Powell: violín;
- Gail Shepherd, Brian Heins, Beverly Langford, Alan Sloan, Barry Simpson y Jennifer Todd: viola;
- Beverly Vaughn y Jeffrey Wright: violonchelo;
- Allen Frost y Don Sebesky: bajo;
- Jerome Goldman, David Grady, Joe Nielson y Greg Ryder: trompa;
- Jerry Casey y Steve Medina: trompeta;
- Janice Everett: oboe y corno inglés;
- Becky Thatcher: arpa.